# Ramo de Vassouras

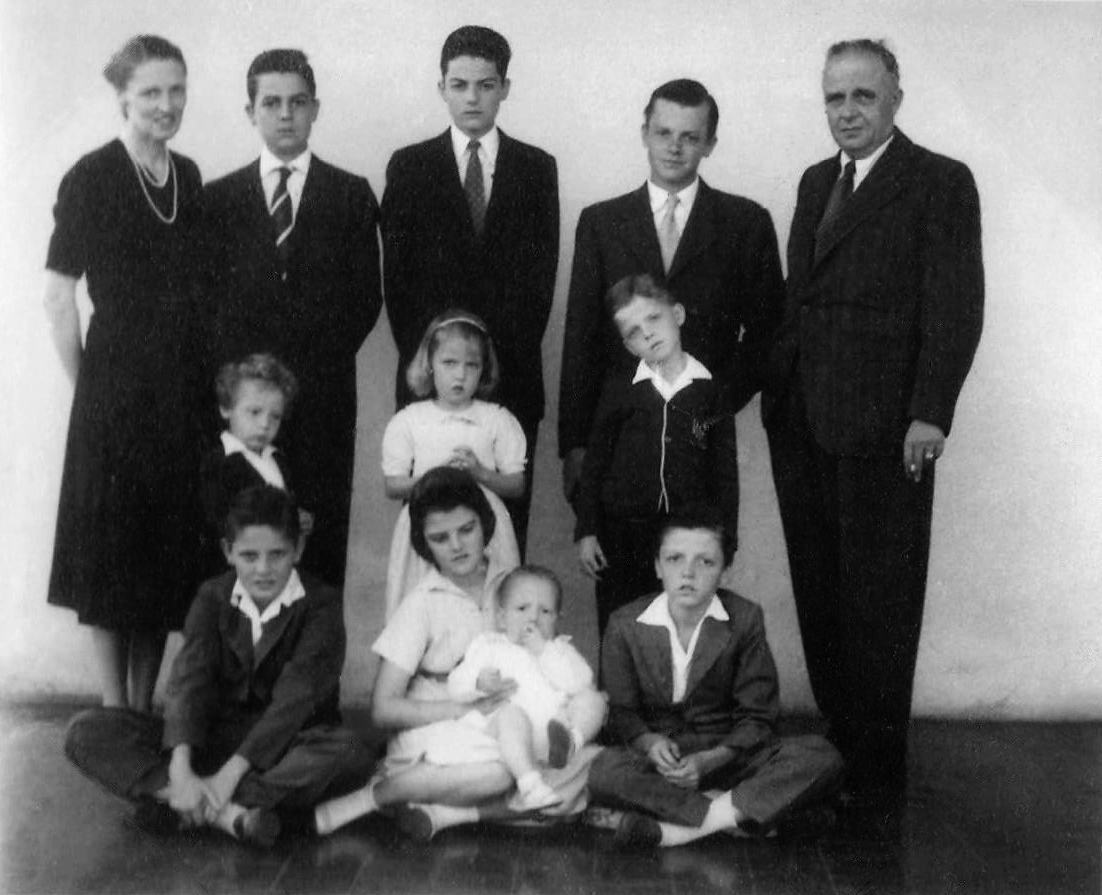
Pedro Henrique, filho de Luís, com sua esposa e filhos.

O Ramo de Vassouras é a designação aos descendentes de Luís de Orléans e Bragança, segundo filho e herdeiro da Princesa Isabel. Seu nome faz referência à cidade de Vassouras, no Rio de Janeiro, onde Pedro Henrique de Orléans e Bragança, filho de Luís, estabeleceu residência depois de viver como fazendeiro por alguns anos em Jacarezinho, no Paraná.

## Questão dinástica
Em 1908, o príncipe Pedro de Alcântara, segundo filho da Princesa Isabel, queria se casar com a condessa Elisabeth Dobrzensky de Dobrzenicz, que, embora fosse uma nobre do Reino da Boêmia, não pertencia a uma dinastia real. Embora a constituição do Império brasileiro não obrigue as dinastias a entrar em uniões iguais, subordina o casamento do herdeiro ao trono ao consentimento do soberano. A princesa Isabel, então chefe da Casa Imperial Brasileira, acreditava que as dinastias brasileiras deveriam seguir as tradições de casamento, em que a realeza se casava com a realeza. Pedro de Alcântara queria casar-se com a bênção de sua mãe, e por isso foi acordado que ela consentiria no casamento com a condição de que ele renunciasse ao seu lugar na linha de sucessão. Consequentemente, ele decidiu renunciar a seus direitos ao trono do Brasil em 30 de outubro de 1908.
Com a renúncia de Pedro de Alcântara, seu irmão, Luís, noivo e depois casado com a princesa Maria Pia das Duas Sicílias, passou a ser herdeiro de sua mãe, e eventual sucessor de seus direitos ao extinto trono imperial brasileiro, o que não aconteceu, pois esse morreu prematuramente em decorrência de um doença contraída nas trincheiras durante a Primeira Guerra Mundial. Quem herdou os direitos de D. Isabel foi seu neto, filho de Luís, Pedro Henrique, dando origem ao Ramo de Vassouras.  Pedro Henrique faleceu em 5 de julho de 1981, em Vassouras, vítima de uma doença pulmonar, sendo sucedido por seu filho primogênito, Luiz. Após a morte de Luiz em 15 de julho de 2022, em decorrência de complicações médicas, Bertrand o sucedeu, sendo este o atual herdeiro do extinto trono brasileiro.
Anos depois, a renúncia foi contestada pelos descendentes de Pedro de Alcântara, membros do chamado Ramo de Petrópolis. A disputa dinástica teve início em 1946, quando Pedro Gastão, filho mais velho de Pedro de Alcântara, repudiou a renúncia de seu pai e reivindicou a Chefia da Casa Imperial brasileira. Após a morte de Pedro Gastão em 2007, o seu filho mais velho, Pedro Carlos declarou-se republicano.

## Sucessão
Na visão de parte do movimento monarquista brasileiro, as regras de sucessão ao trono imperial brasileiro seguiriam as regras estabelecidas na Constituição brasileira de 1824, e se assemelhariam às regras da Constituição portuguesa de 1826, ambas decretadas por D. Pedro I do Brasil e IV de Portugal. A semelhança se deve ao fato de a família imperial brasileira ser um ramo da Casa de Bragança, e essas regras de sucessão remeteriam às tradições monárquicas ibéricas, no geral, e à ata de Lamengo, especificamente.
Pelo que constava na Constituição brasileira de 1824, revogada em 1891, para ser eletivo ao trono imperial, o pretendente deveria ser descendente direto e legítimo de Pedro I e ter nacionalidade brasileira. Além disso, conforme as tradições ibéricas, que não se sujeitavam à lei sálica, nada impedia que uma princesa assumisse a chefia da dinastia, desde que não tivesse um irmão igualmente legítimo – independentemente de sua idade. O casamento dos príncipes, especialmente da princesa herdeira presuntiva, deveria ser feito de acordo com o consentimento do imperador ou da Assembleia Geral (atual Congresso Nacional). Tanto os príncipes quanto seus cônjuges haveriam de ser católicos.

### Linha de sucessão
A Linha de Sucessão ao Trono do Brasil é regulada pelo Capítulo IV da Constituição Política do Império do Brasil, de 25 de março de 1824:
Art. 116. O Senhor Dom Pedro I, por Unânime Aclamação dos Povos, atual Imperador Constitucional e Defensor Perpétuo, imperará sempre no Brasil.
Art. 117. Sua descendência legítima sucederá no Trono, segundo a ordem regular de primogenitura e representação, preferindo sempre a linha anterior às posteriores; na mesma linha, o grau mais próximo ao mais remoto; no mesmo grau, o sexo masculino ao feminino; no mesmo sexo, a pessoa mais velha a mais moça.
Art. 118. Extintas as linhas de descendentes legítimos do Senhor Dom Pedro I, ainda em vida do último descendente, escolherá a Assembleia Geral a nova Dinastia.
Art. 119. Nenhum estrangeiro poderá suceder na Coroa do Império do Brasil.
Art. 120. O casamento da Princesa herdeira presuntiva da Coroa será feito a aprazimento do Imperador; não existindo Imperador ao tempo em que se tratar deste consórcio, não poderá ele se efetuar sem aprovação da Assembleia Geral. Seu marido não terá parte no Governo e somente se chamará Imperador depois que tiver da Imperatriz filho ou filha.
Atualmente, os herdeiros aptos a suceder ao extinto trono brasileiro, são:
- Pedro I (1798-1834)
  -  Pedro II (1825-1891)
    -  Isabel (1946-1921)
      -  Luís (1878-1920)
        -  Pedro Henrique (1909-1981)
          -   Luiz (1938-2022)
          -  (1) Bertrand
          -  Antonio (1950-2024)
            -  (2) Rafael
            -  (3) Maria Gabriela

          -  (4) Eleonora, Princesa de Ligne
            -  (5) Henri, Príncipe Hereditário de Ligne

  -  Francisca, Princesa de Joinville (1824-1898)
    -  Francisca, Duquesa de Chartres (1844-1925)
      -  João, Duque de Guise (1874-1940)
        -  Henrique, Conde de Paris (1908-1999)
          -  Henrique, Conde de Paris (1933-2019)
            - (7)  Maria de Orléans
              - (8)  Gabriel de Liechtenstein
              - (9)  Leopoldina de Liechtenstein
              - (10)  Maria Imaculada de Liechtenstein
              - (11)  Margarida de Liechtenstein

            - (12)  Branca de Orléans

          - (13)  Ana, Duquesa de Calábria
            - (14)  Maria Paloma das Duas Sicílias
              - (15)  João da Áustria
              - (16)  Luís da Áustria
              - (17)  Filipe da Áustria
              - (18)  Isabel da Áustria
              - (19)  Carlota da Áustria

          - (20)  Diana, Duquesa de Württemberg
            -  Frederico de Württemberg (1961-2018)
              - (21)  Guilherme, Duque de Württemberg
              - (22)  Sofia Doroteia de Württemberg

            - (23)  Filipe de Württemberg
              - (24)  Carlos Teodoro de Württemberg
              - (25)  Paulina de Württemberg
              - (26)  Ana de Württemberg

            - (27)  Matilda, Princesa de Waldburg de Zeil e Trauchburg
              - (28)  Maria Teresa de Waldburg de Zeil e Trauchburg
              - (29)  Maria Isabel de Waldburg de Zeil e Trauchburg
              - (30)  Maria Carlota de Waldburg de Zeil e Trauchburg
              - (31)  Maria Helena de Waldburg de Zeil e Trauchburg
              - (32)  Maria Gabriela de Waldburg de Zeil e Trauchburg

          -  Claudia de Orléans
            - (33)  Aimone, Duque de Aosta
              - (34)  Humberto, Príncipe de Piemonte
              - (35)  Amadeo, Duque de Abruzzo
              - (36)  Isabel de Saboia-Aosta

        -  Ana, Duquesa de Aosta (1906-1986)
          -  Margarida, Duquesa de Modena (1930-2022)
            - (37)  Lorenzo, Duque de Modena
              - (38)  Joaquim da Bélgica
              - (39)  Luísa da Bélgica
              - (40)  Letícia da Bélgica

            - (41)  Martin da Áustria-Este
              - (42)  Bartolomeu da Áustria-Este
              - (43)  Emanuel da Áustria-Este
              - (44)  Luís da Áustria-Este
              - (45)  Helena da Áustria-Este

          -  Maria Cristina de Saboia-Aosta
            - (46)  Alessandro das Duas Sicílias
            - (47)  Helena das Duas Sicílias

## Membros
A “Lista da Familia Imperial”, publicada em 2024 no Anuário da Casa Imperial, menciona os descendentes de Pedro Henrique e seus cônjuges, exceto aqueles nascidos fora do casamento, ou de um segundo casamento do qual o anterior tenha sido divorciado.
- Pedro Henrique (1908-1981)
  -  Luiz (1938-2022)
  -  Eudes (1939-2020)
    -  Luiz Philippe de Orléans e Bragança
      -  Maximiliano de Orléans e Bragança

    -  Ana Luiza, Sra. Mansour

  -  Bertrand
  -  Isabel Maria (1944-2017)
  -  Pedro de Alcântara 
    -  Maria Pia, Sra. Broglia Mendes
    -  Maria Carolina, Sra. Moreira
    -  Gabriel José de Orléans e Bragança 
      -  Gabriel de Orléans e Bragança
      -  Rafael de Orléans e Bragança

    -  Maria de Fátima, Sra. Soares
    -  Maria Manuela de Orléans e Bragança

  -  Fernando
    -  Isabel, Condessa Stolberg
    -  Maria da Glória de Orléans e Bragança
    -  Luiza Carolina de Orléans e Bragança

  -  Antonio (1950-2024)
    -  Pedro Luiz (1983-2009)
    -  Amélia, Sra. Spearman
      -  Alexander Joaquim Pedro Spearman
      -  Nicolas Rafael Spearman

    -  Rafael
    -  Maria Gabriela

  -  Eleonora, Princesa de Ligne
    -  Alix, Condessa de Dampierre
      -  Olympia de Dampierre
      -  Guy Audoin de Dampierre

    -  Henri, Príncipe Hereditário de Ligne

  -  Francisco
    -  Maria Elizabeth, Sra. Souza
    -  Maria Thereza, Sra. Zanker
    -  Maria Eleonora de Orléans e Bragança

  -  Alberto
    -  Pedro Alberto de Orléans e Bragança
    -  Maria Beatriz de Orléans e Bragança
    -   Ana Thereza de Orléans e Bragança
    -  Antonio Alberto de Orléans e Bragança

  -  Maria Theresa, Sra. Jong
  -  Maria Gabriela, Sra. Machado

## Laudêmio
Em fevereiro de 2022, após um comunicado assinado por Bertrand se solidarizando com as vítimas das enchentes de Petrópolis, ele explicou que o Ramo de Vassouras, do qual ele, seus irmãos, sobrinhos e sobrinhos netos fazem parte, não recebe a taxa de 2,5% sobre as vendas e alugueis de imóveis em Petrópolis, um direito cabível como contrapartida ao uso das terras da fazenda do Córrego Seco, hoje o centro de Petrópolis, que foi comprada por Dom Pedro I com dinheiro próprio em 1830. Ele disse que a taxa é devida apenas ao Ramo de Petrópolis que redireciona o laudêmio ao Museu Imperial.

## Residências

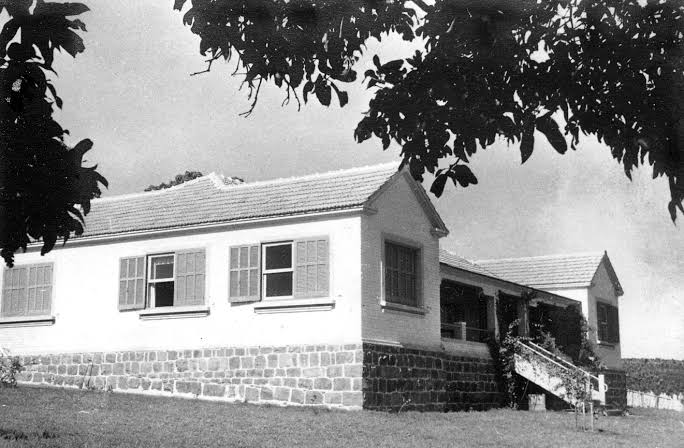
A Fazenda São José, em Jacarezinho, onde a família viveu de 1951 a 1957.
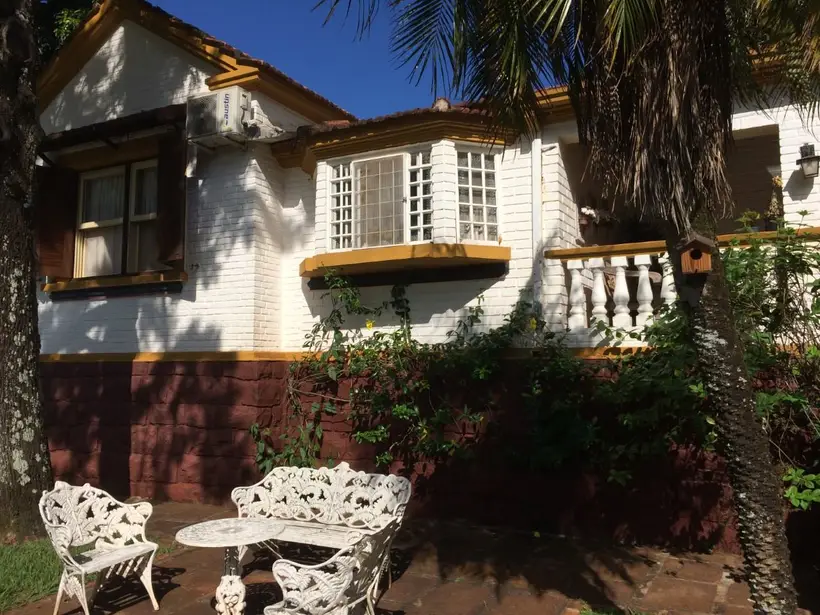
A Fazenda Santa Maria em Jundiaí do Sul, onde a família viveu de 1957 a 1965.
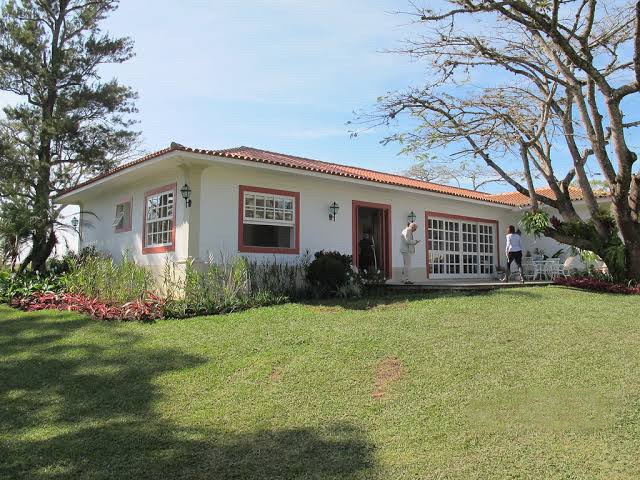
O Sítio Santa Maria, em Vassouras, foi adquirido em 1965; ainda pertence à família.